# Mainland (Mid West)
Mainland is een spookdorp in de regio Mid West in West-Australië.
In 1892 werd in de streek goud gevonden. Om het van het 'The Island' te onderscheiden, een goudveld op het eiland in Lake Austin, en van het op het eiland gelegen dorp Austin, werd het noordelijker gelegen goudveld Mainland genoemd. In 1898 werd het dorp Mainland er officieel gesticht.
Mainland maakt deel uit van het lokale bestuursgebied (LGA) Shire of Cue waarvan Cue de hoofdplaats is. Het ligt net boven 'Lake Austin', nabij de Great Northern Highway, 624 kilometer ten noordnoordoosten van de West-Australische hoofdstad Perth, 135 kilometer ten zuidzuidwesten van Meekatharra en 20 kilometer ten zuiden van Cue.
De streek kent een warm woestijnklimaat, BWh volgens de klimaatclassificatie van Köppen.